# Experimentele wiskunde
De experimentele wiskunde is een deelgebied van de wiskunde waarin numerieke berekeningen gebruikt worden om algemene stellingen te vinden. Het maakt gebruik van dezelfde methoden als de numerieke wiskunde, echter niet met het doel een getalsmatig resultaat te vinden, maar om een algemene regel te vinden of te ondersteunen. In tegenstelling tot de "gewone" formele wiskunde kan experimentele wiskunde nooit gebruikt worden om een wiskundige stelling te bewijzen. Ze kan echter wel gebruikt worden om te bewijzen dat een stelling onjuist is.
Wetenschappers en ingenieurs gebruiken weleens een informeel soort experimentele wiskunde waarbij een stelling die men zich herinnert of meent te herinneren "gecontroleerd" wordt door een paar getalsmatige voorbeelden door te rekenen.